# Personnel de la ROH
 (octobre 2024).
Si vous disposez d'ouvrages ou d'articles de référence ou si vous connaissez des sites web de qualité traitant du thème abordé ici, merci de compléter l'article en donnant les références utiles à sa vérifiabilité et en les liant à la section « Notes et références ».

Logo de la ROH.

Cet article traite du personnel de la ROH et présente une liste des personnes employées et/ou sous contrat à la ROH, société spécialisée dans l'industrie du catch.

## Personnel

### Catcheurs
| Nom de scène       | Nom réel             | Notes                                                       |
| ------------------ | -------------------- | ----------------------------------------------------------- |
| Angélico           | Adam Bridle          |                                                             |
| Anthony Henry      | Anthony Henry        |                                                             |
| Atlantis Jr.       | Inconnu              |                                                             |
| Bandido            | Inconnu              | World Champion                                              |
| Bishop Kaun        | Jasper Kange         |                                                             |
| Blake Christian    | Christian Hubble     |                                                             |
| Brian Cage         | Brian Button         |                                                             |
| Carlie Bravo       | Inconnu              |                                                             |
| Chris Jericho      | Christopher Irvine   | Coach et Conseiller créatif                                 |
| Claudio Castagnoli | Claudio Castagnoli   |                                                             |
| Cole Karter        | Cole McKinney        |                                                             |
| Dalton Castle      | Brett Giehl          |                                                             |
| Daniel Garcia      | Daniel Garcia        |                                                             |
| Dante Martin       | Dante Martin         |                                                             |
| Darius Martin      | Darius Martin        |                                                             |
| Dustin Rhodes      | Dustin Runnels       | ROH World Six-Man Tag Team Champion World Tag Team Champion |
| Eddie Kingston     | Edward Moore         |                                                             |
| Griff Garrison     | Garrett Griffith     |                                                             |
| Jacked Jameson     | Jameson Ryan         |                                                             |
| JD Drake           | James Drake          |                                                             |
| Johnny TV          | John Hennigan        |                                                             |
| Komander           | Inconnu              |                                                             |
| Kyle Fletcher      | Kyle Fletcher        |                                                             |
| Lee Johnson        | Lee Johnson          |                                                             |
| Lee Moriarty       | Lee Moriarty         | ROH Pure Champion                                           |
| Mansoor            | Mansoor Al-Shehail   |                                                             |
| Mark Briscoe       | Mark Pugh            | Hall of Fame                                                |
| Marshall Von Erich | Marshall Adkisson    | ROH World Six-Man Tag Team Champion                         |
| Mason Madden       | Brennan Williams     |                                                             |
| Matt Taven         | Matthew Marinelli    |                                                             |
| Mike Bennett       | Michael Bennett      |                                                             |
| Nick Wayne         | Nicholas Wayne       | ROH World Television Champion                               |
| Ross Von Erich     | Ross Adkisson        | ROH World Six-Man Tag Team Champion                         |
| Sammy Guevara      | Sammy Guevara        | World Tag Team Champion                                     |
| Serpentico         | Jonathan Cruz Rivera |                                                             |
| Shane Taylor       | Mark Shepherd        |                                                             |
| Shawn Dean         | Shawn Dean McBride   |                                                             |
| Toa Liona          | Bruce Leaupepe       |                                                             |
| Tony Nese          | Anthony Nese         |                                                             |
| Wheeler Yuta       | Paul Griber          |                                                             |

### Catcheuses
| Nom de scène       | Nom réel             | Notes                             |
| ------------------ | -------------------- | --------------------------------- |
| Athena             | Adrienne Reese       | Women's World Champion            |
| Billie Starkz      | Lillian Bridget      |                                   |
| Charlette Renegade | Charlette Williamson |                                   |
| Deonna Purrazzo    | Deonna Purrazzo      |                                   |
| Diamante           | Priscilla Zuniga     |                                   |
| Lady Frost         | Brittany Steding     |                                   |
| Marina Shafir      | Marina Shafir        |                                   |
| Mercedes Martinez  | Jazmín Benítez       |                                   |
| Queen Aminata      | Aminata Sylla        |                                   |
| Rachael Ellering   | Rachael Ellering     |                                   |
| Red Velvet         | Stephanie Cardona    | Women's World Television Champion |
| Robyn Renegade     | Robin Williamson     |                                   |
| Taya Valkyrie      | Kira Renee Forster   |                                   |
| Trish Adora        | Patrice McNair       |                                   |

### Autres membres du personnel
| Nom de ring   | Nom réel      | Notes                |
| ------------- | ------------- | -------------------- |
| Jerry Lynn    | Jeremy Lynn   | Coach                |
| Mark Sterling | Mark Rattelle | Manager de Tony Nese |

#### Commentateurs et annonceurs
| Nom de scène     | Nom réel            | Statut        |
| ---------------- | ------------------- | ------------- |
| Arkady Aura      | Arkady Unterleidner | Annonceuse    |
| Bobby Cruise     | Bobby Cruise        | Annonceur     |
| Caprice Coleman  | Caprice Coleman     | Commentateur  |
| Ian Riccaboni    | Ian Riccaboni       | Commentateur  |
| Lexy Nair        | Lexy Nair           | Intervieweuse |
| Melissa Santos   | Melissa Santos      | Intervieweuse |
| Nigel McGuinness | Steven Haworth      | Commentateur  |

#### Management
| Nom de scène | Nom réel    | Statut                    |
| ------------ | ----------- | ------------------------- |
| Cary Silkin  | Cary Silkin | Producteur et ambassadeur |
| Tony Khan    | Tony Khan   | Propriétaire              |

## Sources
- (en) Liste des employés de la ROH sur le site ROH Wrestling
- (en) Liste des employés de la ROH sur le site Online World of Wrestling